# Международен номер на банкова сметка
Международен номер на банкова сметка – IBAN (на английски: International Bank Account Number) е международна договорка за идентифициране на банкови сметки. Първоначално е приет от Европейския комитет за банкови стандарти, а по-късно като стандарт ISO 13616:1997. Настоящият стандарт е ISO 13616:2007, който указва SWIFT като официален регистратор. Първоначално разработен за да улесни разплащанията в Европейския съюз, по-късно е въведен от повечето европейски държави, много от развиващите се страни, по-специално тези в Близкия изток и Карибския регион.
IBAN съдържа 34 буквено-цифрови символа: първите два са кодът на страната съгласно ISO 3166-1 alpha-2, следват 2 контролни цифри и накрая специфичен за всяка страна основен номер на банкова сметка (на английски: Basic Bank Account Number (BBAN)). Контролните цифри служат за проверка на верността на банковата сметка преди извършване на трансакция. BBAN се определя от съответната национална банка и е с фиксирана дължина от буквено-цифрови символи. Там се включват номерът на банковата сметка и индентификатор на банката като може да се добави и маршрутизираща информация. Допустимите символи в IBAN са цифрите от 0 до 9 и 26 главни букви от латинската азбука – от A до Z. Това важи дори и в страните, където тези символи не се използват в националната азбука.
Когато се изпраща по електронен път, IBAN не трябва да съдържа интервали, но написан на хартия, обикновено се разделя на групи от по 4 символа, отделени с интервал, като последната група може да варира по размер. Няколко примера:
| Страна           | IBAN формат                       |
| ---------------- | --------------------------------- |
| България         | BG80 BNBG 9661 1020 3456 78       |
| Гърция           | GR16 0110 1250 0000 0001 2300 695 |
| Великобритания   | GB29 NWBK 6016 1331 9268 19       |
| Саудитска Арабия | SA03 8000 0000 6080 1016 7519     |
| Швейцария        | CH93 0076 2011 6238 5295 7        |
| Израел           | IL62 0108 0000 0009 9999 999      |

## IBAN в България
От 5 юни 2006 г. всички банкови сметки са мигрирани към IBAN като са генерирани съгласно международния стандарт за банкови номера. В България е приет от Българския комитет по стандартизация като стандарт БДС ISO 13616:2004 Международен номер на банкова сметка (IBAN). Понастоящем стандартът е заменен с БДС ISO 13616:2009.
Въвеждането и използването на IBAN в България се урежда с Наредба №13 на Българската народна банка и представлява последователност от 22 буквено-цифрови символа. IBAN номер се генерира за всяка банкова сметка на клиент само от банката, която го обслужва.

## Характеристики
Една от основните цели на IBAN е да включи възможно най-много проверки за валидност при въвеждане на данни. Компютърна програма, която приема IBAN има възможност да установи:
- код на страната
- дължина на IBAN в съответствие със специфичния за страната брой символи
- BBAN формат за съответната страна
- банковата сметка, банковият код и кодът на страната отговарят на контролните цифри

Контролните цифри се изчисляват чрез MOD-97-10 съгласно стандарта ISO/IEC 7064:2003, който указва набор от системи способни да защитят низ от символи срещу грешки, които се случват при копирането на данни.

## Проверка на IBAN
IBAN.com поддържа свободна услуга за валидация на IBAN за всички 57 страни приели IBAN